# Sulzberg (Ausztria)
Sulzberg település Ausztria legnyugatibb tartományának, Vorarlbergnek a Bregenzi járásában található. Területe 23,06 km², lakosainak száma 1 741 fő, népsűrűsége pedig 75 fő/km² (2014. január 1-jén). A település 1015 méteres tengerszint feletti magasságban helyezkedik el.
A település részei: 
- Sulzberg (1.379 fő, 2016. január 1-jén)
- Thal (366 fő )

## Fordítás
- Ez a szócikk részben vagy egészben  a   Sulzberg, Austria című angol Wikipédia-szócikk ezen változatának fordításán alapul.  Az eredeti cikk szerkesztőit annak laptörténete sorolja fel. Ez a jelzés csupán a megfogalmazás eredetét és a szerzői jogokat jelzi, nem szolgál a cikkben szereplő információk forrásmegjelöléseként.